# Rio Aninoasa (Dâmbovița)
O Rio Aninoasa é um rio da Romênia afluente do rio Dâmboviţa, localizado no distrito de Dâmboviţa.